# اثبات گنگ بودن π

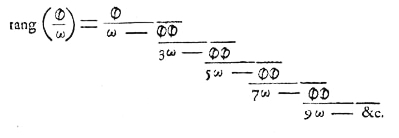
تصویری از فرمول در صفحه ۲۸۸ کتاب لمبرت (۱۷۶۸ میلادی)

در دهه ۱۷۶۰، یوهان هاینریش لامبرت اولین کسی بود که ثابت کرد [[عدد پی|عدد {\displaystyle \pi }]] عدد گنگ است، به این معنی که نمی‌توان آن را به صورت کسری از دو عدد {\displaystyle a/b} بیان کرد که {\displaystyle a} و {\displaystyle b} هر دو عدد صحیح هستند(به بیان ساده تر: عدد حاصل عددی گویا نسیت). در قرن نوزدهم، چارلز هرمیت روش اثباتی را یافت که به دانشی فراتر از محاسبات پایه نیاز ندارد. سه روش اثبات ساده‌سازی هرمیت، مدیون مری کارترایت، ایوان نیون و نیکلاس بورباکی است. روش اثبات دیگر، که ساده‌سازی برهان لمبرت است، مدیون اقدامات میکلس لاکوویچ (Miklós Laczkovich) است. بسیاری از این روش‌ها مبتنی بر برهان خلف هستند.
در سال ۱۸۸۲، فردیناند فون لیندمان این را ثابت کرد عدد {\displaystyle \pi } نه تنها گنگ است بلکه عدد ترافرازنده نیز هست.

## اثبات لمبرت
در سال ۱۷۶۱، لمبرت این را ثابت کرد که رسیدن به عدد {\displaystyle \pi } با بسط مسلسل زیر غیرمنطقی است:
{\displaystyle \tan(x)={\cfrac {x}{1-{\cfrac {x^{2}}{3-{\cfrac {x^{2}}{5-{\cfrac {x^{2}}{7-{}\ddots }}}}}}}}.}
سپس لمبرت ثابت کرد که اگر {\displaystyle x} غیر صفر و گویا است، پس این عبارت باید گنگ باشد. از آنجا که {\displaystyle \tan {\tfrac {1}{4}}\pi =1} ، نتیجه می‌شود که {\displaystyle {\tfrac {1}{4}}\pi } عدد گنگ است و بنابراین {\displaystyle \pi } نیز گنگ است. ساده‌سازی اثبات لمبرت در زیر آورده شده‌است.

## اثبات هرمیت
این اثبات که در سال ۱۸۷۳ نوشته شده‌است، از توصیف عدد {\displaystyle \pi } به عنوان کوچک‌ترین عدد مثبتی که نصف آن ریشه تابع کسینوس است و در واقع این را ثابت می‌کند {\displaystyle \pi ^{2}} گنگ است. همان‌طور که در بسیاری از برهان‌های گنگ بودن، این هم یک برهان خلف است.
توالی توابع متغیر حقیق را در نظر بگیرید؛ {\displaystyle A_{n}} و {\displaystyle U_{n}} برای {\displaystyle n\in \mathbb {N} _{0}} به صورت زیر تعریف شده‌اند:
{\displaystyle {\begin{aligned}A_{0}(x)&=\sin(x),&&A_{n+1}(x)=\int _{0}^{x}yA_{n}(y)\,dy\\[4pt]U_{0}(x)&={\frac {\sin(x)}{x}},&&U_{n+1}(x)=-{\frac {U_{n}'(x)}{x}}\end{aligned}}}
با استفاده از روش استقرای ریاضی می‌توانیم آن ثابت کنیم که:
{\displaystyle {\begin{aligned}A_{n}(x)&={\frac {x^{2n+1}}{(2n+1)!!}}-{\frac {x^{2n+3}}{2\times (2n+3)!!}}+{\frac {x^{2n+5}}{2\times 4\times (2n+5)!!}}\mp \cdots \\[4pt]U_{n}(x)&={\frac {1}{(2n+1)!!}}-{\frac {x^{2}}{2\times (2n+3)!!}}+{\frac {x^{4}}{2\times 4\times (2n+5)!!}}\mp \cdots \end{aligned}}}
و بنابراین داریم:
{\displaystyle U_{n}(x)={\frac {A_{n}(x)}{x^{2n+1}}}.\,}
بنابراین:
{\displaystyle {\begin{aligned}{\frac {A_{n+1}(x)}{x^{2n+3}}}&=U_{n+1}(x)=-{\frac {U_{n}'(x)}{x}}=-{\frac {1}{x}}{\frac {\mathrm {d} }{\mathrm {d} x}}\left({\frac {A_{n}(x)}{x^{2n+1}}}\right)\\[6pt]&=-{\frac {1}{x}}\left({\frac {A_{n}'(x)\cdot x^{2n+1}-(2n+1)x^{2n}A_{n}(x)}{x^{2(2n+1)}}}\right)\\[6pt]&={\frac {(2n+1)A_{n}(x)-xA_{n}'(x)}{x^{2n+3}}}\end{aligned}}}
که معادل است با:
{\displaystyle A_{n+1}(x)=(2n+1)A_{n}(x)-x^{2}A_{n-1}(x).\,}
با استفاده از تعریف دنباله و استفاده از استقرا می‌توانیم نشان دهیم که:
{\displaystyle A_{n}(x)=P_{n}(x^{2})\sin(x)+xQ_{n}(x^{2})\cos(x),\,}
که درآن {\displaystyle P_{n}} و {\displaystyle Q_{n}} توابع چند جمله ای با ضرایب صحیح هستند و درجه {\displaystyle P_{n}} کوچکتر یا مساوی {\displaystyle {\bigl \lfloor }{\tfrac {1}{2}}n{\bigr \rfloor }} است. به‌طور خصوص که در آن:
{\displaystyle A_{n}{\bigl (}{\tfrac {1}{2}}\pi {\bigr )}=P_{n}{\bigl (}{\tfrac {1}{4}}\pi ^{2}{\bigr )}.}
همچنین هرمیت یک عبارت بسته برای تابع {\displaystyle A_{n}} ارائه کرد که به این صورت است:
{\displaystyle A_{n}(x)={\frac {x^{2n+1}}{2^{n}n!}}\int _{0}^{1}(1-z^{2})^{n}\cos(xz)\,\mathrm {d} z.\,}
او ادعا خود را توجیه نکرد، اما به راحتی می‌توان آن را ثابت کرد. اول از همه، این ادعا معادل است با:
{\displaystyle {\frac {1}{2^{n}n!}}\int _{0}^{1}(1-z^{2})^{n}\cos(xz)\,\mathrm {d} z={\frac {A_{n}(x)}{x^{2n+1}}}=U_{n}(x).}
در صورت استفاده از روش استقرا و فرض {\displaystyle n=0}:
{\displaystyle \int _{0}^{1}\cos(xz)\,\mathrm {d} z={\frac {\sin(x)}{x}}=U_{0}(x)}
و برای گام‌های بعدی استقرا، هر عدد طبیعی {\displaystyle n} در نظر بگیرید:
{\displaystyle {\frac {1}{2^{n}n!}}\int _{0}^{1}(1-z^{2})^{n}\cos(xz)\,\mathrm {d} z=U_{n}(x),}
سپس، با استفاده ازانتگرال‌گیری جزء به جزء و قانون لایب نیتس، می‌توان به این رسید که:
{\displaystyle {\begin{aligned}&{\frac {1}{2^{n+1}(n+1)!}}\int _{0}^{1}\left(1-z^{2}\right)^{n+1}\cos(xz)\,\mathrm {d} z\\&\qquad ={\frac {1}{2^{n+1}(n+1)!}}{\Biggl (}\,\overbrace {\left.(1-z^{2})^{n+1}{\frac {\sin(xz)}{x}}\right|_{z=0}^{z=1}} ^{=\,0}\ +\,\int _{0}^{1}2(n+1)\left(1-z^{2}\right)^{n}z{\frac {\sin(xz)}{x}}\,\mathrm {d} z{\Biggr )}\\[8pt]&\qquad ={\frac {1}{x}}\cdot {\frac {1}{2^{n}n!}}\int _{0}^{1}\left(1-z^{2}\right)^{n}z\sin(xz)\,\mathrm {d} z\\[8pt]&\qquad =-{\frac {1}{x}}\cdot {\frac {\mathrm {d} }{\mathrm {d} x}}\left({\frac {1}{2^{n}n!}}\int _{0}^{1}(1-z^{2})^{n}\cos(xz)\,\mathrm {d} z\right)\\[8pt]&\qquad =-{\frac {U_{n}'(x)}{x}}\\[4pt]&\qquad =U_{n+1}(x).\end{aligned}}}
اگر {\displaystyle {\tfrac {1}{4}}\pi ^{2}=p/q}، با {\displaystyle p} و {\displaystyle q} که در {\displaystyle \mathbb {N} } هستند، پس از آنجایی که ضرایب {\displaystyle P_{n}} اعداد صحیح هستند و درجه آن کوچکتر یا مساوی {\displaystyle {\bigl \lfloor }{\tfrac {1}{2}}n{\bigr \rfloor }} است، آنگاه {\displaystyle q^{\lfloor n/2\rfloor }P_{n}{\bigl (}{\tfrac {1}{4}}\pi ^{2}{\bigr )}} مقداری عدد صحیح {\displaystyle N} است. به عبارت دیگر:
{\displaystyle N=q^{\lfloor n/2\rfloor }{A_{n}}{\bigl (}{\tfrac {1}{2}}\pi {\bigr )}=q^{\lfloor n/2\rfloor }{\frac {1}{2^{n}n!}}\left({\dfrac {p}{q}}\right)^{n+{\frac {1}{2}}}\int _{0}^{1}(1-z^{2})^{n}\cos \left({\tfrac {1}{2}}\pi z\right)\,\mathrm {d} z.}
اما این عدد به وضوح بیشتر از {\displaystyle 0} است. از سوی دیگر، حد این مقدار وقتی {\displaystyle n} به سمت صفر می‌رود، بی‌نهایت خواهد بود و اگر {\displaystyle n} به اندازه کافی بزرگ باشد، {\displaystyle N<1} است. بدین ترتیب تناقضی حاصل می‌شود.
هرمیت برهان خود را به عنوان یک هدف غایی ارائه نکرد، بلکه به عنوان یک ایده بعدی در جستجوی خود برای اثبات ترافرازنده بودن {\displaystyle \pi } مطرح کرد. او روابط بازگشتی را برای ایجاد انگیزه و به دست آوردن یک بازنمایی یکپارچه و ساده مورد بحث قرار داد. هنگامی که این بازنمایی یکپارچه به دست آمد، راه‌های مختلفی برای ارائه یک اثبات مختصر و مستقل وجود دارد که از آن یکپارچگی شروع می‌شود (مانند ارائه‌های Cartwright, Bourbaki یا Niven)، که هرمیت به راحتی می‌توانست آن را ببیند (همان‌طور که او در اثبات ترافرازنده بودن {\displaystyle e}، این کار را انجام داد.
علاوه بر این، اثبات هرمیت از آنچه به نظر می‌رسد به روش اثبات لامبرت نزدیکتر است. در حقیقت، {\displaystyle A_{n}(x)} «باقیمانده» کسر ادامه‌دار لمبرت برای {\displaystyle \tan x} است.

## اثبات کارترایت
هارولد جفریس نوشت که این اثبات به عنوان نمونه در امتحانی در دانشگاه کمبریج در سال ۱۹۴۵ توسط مری کارترایت ارائه شد، اما او منشأ آن را ردیابی نکرده بود. هنوز هم در برگه ۴ سوالات امتحانی حال حاضر برای دوره تحلیل IA در دانشگاه کمبریج باقی مانده‌است.
انتگرال زیر را در نظر بگیرید:
{\displaystyle I_{n}(x)=\int _{-1}^{1}(1-z^{2})^{n}\cos(xz)\,dz,}
جایی که {\displaystyle n} یک عدد صحیح غیر منفی است.
دو انتگرال‌گیری جزء به جزء رابطه بازگشتی را نشان می‌دهد:
{\displaystyle x^{2}I_{n}(x)=2n(2n-1)I_{n-1}(x)-4n(n-1)I_{n-2}(x).\qquad (n\geq 2)}
اگر:
{\displaystyle J_{n}(x)=x^{2n+1}I_{n}(x),}
سپس این تبدیل می‌شود به:
{\displaystyle J_{n}(x)=2n(2n-1)J_{n-1}(x)-4n(n-1)x^{2}J_{n-2}(x).}
علاوه بر این، {\displaystyle J_{0}(x)=2\sin x} و {\displaystyle J_{1}(x)=-4x\cos x+4\sin x.}، از این رو برای همه {\displaystyle n\in \mathbb {Z} _{+},}:
{\displaystyle J_{n}(x)=x^{2n+1}I_{n}(x)=n!{\bigl (}P_{n}(x)\sin(x)+Q_{n}(x)\cos(x){\bigr )},}
جایی که {\displaystyle P_{n}(x)} و {\displaystyle Q_{n}(x)} چند جمله ای درجه {\displaystyle \leq n} و با ضرایب صحیح (بسته به {\displaystyle n}). هستند.
با فرض {\displaystyle x={\tfrac {1}{2}}\pi } و این که  {\displaystyle {\tfrac {1}{2}}\pi =a/b} که {\displaystyle a} و {\displaystyle b} اعداد طبیعی باشند (یعنی فرض کنید {\displaystyle \pi } گویا است). پس:
{\displaystyle {\frac {a^{2n+1}}{n!}}I_{n}{\bigl (}{\tfrac {1}{2}}\pi {\bigr )}=P_{n}{\bigl (}{\tfrac {1}{2}}\pi {\bigr )}b^{2n+1}.}
سمت راست معادله یک عدد صحیح است. ولی {\displaystyle 0<I_{n}{\bigl (}{\tfrac {1}{2}}\pi {\bigr )}<2} در فاصله {\displaystyle [-1,1]} طولی برابر {\displaystyle 2} دارد و تابع فقط مقادیر بین {\displaystyle 0} و {\displaystyle 1} را می‌گیرد. از سوی دیگر:
{\displaystyle {\frac {a^{2n+1}}{n!}}\to 0\quad {\text{ as }}n\to \infty .}
از این رو، برای {\displaystyle n} به اندازه کافی بزرگ:
{\displaystyle 0<{\frac {a^{2n+1}I_{n}\left({\frac {\pi }{2}}\right)}{n!}}<1,}
یعنی می‌توانیم یک عدد صحیح بین  {\displaystyle 0} و {\displaystyle 1}  پیدا کنیم که این تناقضی است که از این فرض حاصل می‌شود {\displaystyle \pi } گویا است.
این برهان شبیه برهان هرمیت است. در واقع:
{\displaystyle {\begin{aligned}J_{n}(x)&=x^{2n+1}\int _{-1}^{1}(1-z^{2})^{n}\cos(xz)\,dz\\[5pt]&=2x^{2n+1}\int _{0}^{1}(1-z^{2})^{n}\cos(xz)\,dz\\[5pt]&=2^{n+1}n!A_{n}(x).\end{aligned}}}
با این حال، به وضوح ساده‌تر است و با حذف تعریف استقرایی توابع {\displaystyle A_{n}} به دست می‌آید و به عنوان نقطه شروع بیان آن‌ها به عنوان یک انتگرال در نظر گرفته می‌شود.

## اثبات نیون
این اثبات از توصیف{\displaystyle \pi }به عنوان کوچک‌ترین ریشه مثبت تابع سینوس استفاده می‌کند.
فرض کنید که {\displaystyle \pi } عدد گویا است، یعنی برای برخی از اعداد صحیح {\displaystyle a} و {\displaystyle b} که هر دو مثبت باشند: {\displaystyle \pi =a/b}.
با توجه به هر عدد صحیح مثبت {\displaystyle n}، تابع چند جمله ای را تعریف می‌کنیم:
{\displaystyle f(x)={\frac {x^{n}(a-bx)^{n}}{n!}}}
و برای هر {\displaystyle x\in \mathbb {R} } فرض کنید:
{\displaystyle F(x)=f(x)-f''(x)+f^{(4)}(x)+\cdots +(-1)^{n}f^{(2n)}(x).}
ادعای 1: {\displaystyle F(0)+F(\pi )} یک عدد صحیح است.
اثبات:
با بسط {\displaystyle f} به عنوان مجموع تک جمله‌ها، ضریب {\displaystyle x^{k}} عددی از شکل {\displaystyle c_{k}/n!} است که {\displaystyle c_{k}} یک عدد صحیح است که {\displaystyle 0} می‌باشد اگر {\displaystyle k<n}.
از این رو {\displaystyle f^{(k)}(0)} برابر {\displaystyle 0} است هنگامی که {\displaystyle k<n} و برابر است با {\displaystyle (k!/n!)c_{k}} اگر {\displaystyle n\leq k\leq 2n}; در هر حالت، {\displaystyle f^{(k)}(0)} یک عدد صحیح است و بنابراین {\displaystyle F(0)} یک عدد صحیح است.
از سوی دیگر، {\displaystyle f(\pi -x)=f(x)} و بنابراین برای هر عدد صحیح غیر منفی {\displaystyle k} خواهیم داشت: {\displaystyle (-1)^{k}f^{(k)}(\pi -x)=f^{(k)}(x)}.
به خصوص، {\displaystyle (-1)^{k}f^{(k)}(\pi )=f^{(k)}(0)}
از این رو {\displaystyle f^{(k)}(\pi )} نیز یک عدد صحیح است و بنابراین {\displaystyle F(\pi )} یک عدد صحیح است (در واقع بدیهی به نظر می‌رسد که {\displaystyle F(\pi )=F(0)}).
از آنجا که {\displaystyle F(0)} و {\displaystyle F(\pi )} اعداد صحیح هستند، مجموع آنها نیز همین‌طور است.
ادعای ۲:
{\displaystyle \int _{0}^{\pi }f(x)\sin(x)\,dx=F(0)+F(\pi )}
اثبات:
از آنجایی که {\displaystyle f^{(2n+2)}} چند جمله ای صفر است، خواهیم داشت:
{\displaystyle F''+F=f.}
مشتقات تابع سینوس و کسینوس به صورت sin' = cos و cos' = −sin هستند. از این رو قاعده ضرب دلالت دارد که:
{\displaystyle (F'\cdot \sin {}-F\cdot \cos {})'=f\cdot \sin }
با قضیه اساسی حسابان:
{\displaystyle \left.\int _{0}^{\pi }f(x)\sin(x)\,dx={\bigl (}F'(x)\sin x-F(x)\cos x{\bigr )}\right|_{0}^{\pi }.}
از آنجا که {\displaystyle \sin 0=\sin \pi =0} و {\displaystyle \cos 0=-\cos \pi =1} (در اینجا از خصوصیات فوق‌الذکر استفاده می‌کنیم {\displaystyle \pi } به عنوان صفر تابع سینوس)، ادعا ۲ دنبال می‌شود.
نتیجه‌گیری:
از آنجایی که {\displaystyle f(x)>0} و {\displaystyle \sin x>0} برای {\displaystyle 0<x<\pi } (زیرا {\displaystyle \pi } کوچک‌ترین صفر مثبت تابع سینوس است)، ادعاهای ۱ و ۲ این را نشان می‌دهد که {\displaystyle F(0)+F(\pi )} یک عدد صحیح مثبت است. از آنجا که {\displaystyle 0\leq x(a-bx)\leq \pi a} و {\displaystyle 0\leq \sin x\leq 1} برای {\displaystyle 0\leq x\leq \pi ,}، با تعریف اصلی {\displaystyle f} داریم:
{\displaystyle \int _{0}^{\pi }f(x)\sin(x)\,dx\leq \pi {\frac {(\pi a)^{n}}{n!}}}
که برای {\displaystyle n} بزرگ، کوچکتر از {\displaystyle 1} است، از این رو {\displaystyle F(0)+F(\pi )<1} برای این {\displaystyle n}‌ها در ادعا ۲ است. این برای عدد صحیح مثبت {\displaystyle F(0)+F(\pi )}، غیرممکن است. این نشان می‌دهد که فرض اصلی که {\displaystyle \pi } گویا است منجر به تناقض می‌شود که برهان را تکمیل می‌کند.
اثبات فوق یک نسخه اصلاح شده‌است که تا حد امکان پیش نیازهای تجزیه و تحلیل فرمول را ساده کرده‌است.
{\displaystyle \int _{0}^{\pi }f(x)\sin(x)\,dx=\sum _{j=0}^{n}(-1)^{j}\left(f^{(2j)}(\pi )+f^{(2j)}(0)\right)+(-1)^{n+1}\int _{0}^{\pi }f^{(2n+2)}(x)\sin(x)\,dx,}
که توسط انتگرال‌گیری جزء به جزء، {\displaystyle 2n+2} به دست می‌آید. ادعای ۲ اساساً این فرمول را ایجاد می‌کند که در آن استفاده از {\displaystyle F} انتگرال بخش‌های تجمیع شده را پنهان می‌کند. آخرین انتگرال حذف می‌شود زیرا {\displaystyle f^{(2n+2)}} چند جمله ای صفر است. ادعای ۱ نشان می‌دهد که مجموع باقی مانده یک عدد صحیح است.
اثبات نیون بیشتر از آنچه در نگاه اول به نظر می‌رسد به اثبات کارترایت (و بنابراین هرمیت) نزدیک است. در حقیقت:
{\displaystyle {\begin{aligned}J_{n}(x)&=x^{2n+1}\int _{-1}^{1}(1-z^{2})^{n}\cos(xz)\,dz\\&=\int _{-1}^{1}\left(x^{2}-(xz)^{2}\right)^{n}x\cos(xz)\,dz.\end{aligned}}}
بنابراین، جایگزینی {\displaystyle xz=y} این انتگرال را به شکل زیر ساده می‌کند:
{\displaystyle \int _{-x}^{x}(x^{2}-y^{2})^{n}\cos(y)\,dy.}
به خصوص،
{\displaystyle {\begin{aligned}J_{n}\left({\frac {\pi }{2}}\right)&=\int _{-\pi /2}^{\pi /2}\left({\frac {\pi ^{2}}{4}}-y^{2}\right)^{n}\cos(y)\,dy\\[5pt]&=\int _{0}^{\pi }\left({\frac {\pi ^{2}}{4}}-\left(y-{\frac {\pi }{2}}\right)^{2}\right)^{n}\cos \left(y-{\frac {\pi }{2}}\right)\,dy\\[5pt]&=\int _{0}^{\pi }y^{n}(\pi -y)^{n}\sin(y)\,dy\\[5pt]&={\frac {n!}{b^{n}}}\int _{0}^{\pi }f(x)\sin(x)\,dx.\end{aligned}}}
ارتباط دیگر بین این برهان‌ها در این واقعیت نهفته‌است که هرمیت پیشتر ذکر می‌کند که اگر {\displaystyle f} تابع چند جمله ای است و
{\displaystyle F=f-f^{(2)}+f^{(4)}\mp \cdots ,}
پس:
{\displaystyle \int f(x)\sin(x)\,dx=F'(x)\sin(x)-F(x)\cos(x)+C,}
که از آن نتیجه می‌شود که:
{\displaystyle \int _{0}^{\pi }f(x)\sin(x)\,dx=F(\pi )+F(0).}

## اثبات بورباکی
برهان بورباکی به عنوان تمرینی در رساله حساب دیفرانسیل و انتگرال او بیان شده‌است. برای هر عدد طبیعی b و هر عدد صحیح غیر منفی {\displaystyle n}، تابع زیر تعریف می‌گردد:
{\displaystyle A_{n}(b)=b^{n}\int _{0}^{\pi }{\frac {x^{n}(\pi -x)^{n}}{n!}}\sin(x)\,dx.}
از آنجا که {\displaystyle A_{n}(b)} انتگرال یک تابع تعریف شده در بازه {\displaystyle [0,\pi ]} است که مقدار {\displaystyle 0} را در {\displaystyle 0} و {\displaystyle \pi } م:ی گیرد که بزرگتر از {\displaystyle 0} است در غیر این صورت، {\displaystyle A_{n}(b)>0}.
علاوه بر این، برای هر عدد طبیعی {\displaystyle b}، {\displaystyle A_{n}(b)<1} اگر {\displaystyle n} به اندازه کافی بزرگ باشد، زیرا:
{\displaystyle x(\pi -x)\leq \left({\frac {\pi }{2}}\right)^{2}}
و بنابراین:
{\displaystyle A_{n}(b)\leq \pi b^{n}{\frac {1}{n!}}\left({\frac {\pi }{2}}\right)^{2n}=\pi {\frac {(b\pi ^{2}/4)^{n}}{n!}}.}
از سوی دیگر، انتگرال‌گیری جزء به جزءبه ما این امکان را می‌دهد که استنباط کنیم، اگر {\displaystyle a} و {\displaystyle b} اعداد طبیعی هستند به گونه ای که {\displaystyle \pi =a/b} و {\displaystyle f} تابع چند جمله ای از {\displaystyle [0,\pi ]} به {\displaystyle \mathbb {R} } تعریف شده باشد با:
{\displaystyle f(x)={\frac {x^{n}(a-bx)^{n}}{n!}},}
پس:
{\displaystyle {\begin{aligned}A_{n}(b)&=\int _{0}^{\pi }f(x)\sin(x)\,dx\\[5pt]&={\Big [}-f(x)\cos(x){\Big ]}_{x=0}^{x=\pi }\,-{\Big [}{-f'(x)}\sin(x){\Big ]}_{x=0}^{x=\pi }+\cdots \\[5pt]&\ \qquad \pm {\Big [}f^{(2n)}(x)\cos(x){\Big ]}_{x=0}^{x=\pi }\,\pm \int _{0}^{\pi }f^{(2n+1)}(x)\cos(x)\,dx.\end{aligned}}}
انتگرال آخر {\displaystyle 0} است، از آنجا که {\displaystyle f^{(2n+1)}} تابع تهی است (زیرا {\displaystyle f} تابع چند جمله ای درجه {\displaystyle 2n} است). از آنجایی که هر تابع {\displaystyle f^{(k)}} (با {\displaystyle 0\leq k\leq 2n}) مقادیر صحیح را در  {\displaystyle 0} و {\displaystyle \pi } می‌گیرد و از آنجایی که همین اتفاق در مورد توابع سینوس و کسینوس رخ می‌دهد، این موضوع را ثابت می‌کند که {\displaystyle A_{n}(b)} یک عدد صحیح است. از آنجایی که آن نیز بیشتر از {\displaystyle 0} است، پس باید یک عدد طبیعی باشد. اما این هم ثابت شد {\displaystyle A_{n}(b)<1} اگر {\displaystyle n} به اندازه کافی بزرگ است، در نتیجه به تناقض می‌رسد.
این اثبات کاملاً به اثبات نیون نزدیک است، تفاوت اصلی بین آنها در روش اثبات این است که اعداد {\displaystyle A_{n}(b)} اعداد صحیح هستند.

## اثبات لاچکوویچ
اثبات میکلاس لاچگوویچ ساده‌سازی اثبات اصلی لمبرت است. او تابع زیر را در نظر می‌گیرد:
{\displaystyle f_{k}(x)=1-{\frac {x^{2}}{k}}+{\frac {x^{4}}{2!k(k+1)}}-{\frac {x^{6}}{3!k(k+1)(k+2)}}+\cdots \quad (k\notin \{0,-1,-2,\ldots \}).}
این توابع به وضوح برای هر عدد حقیقی {\displaystyle x} تعریف شده‌اند. بعلاوه:
{\displaystyle f_{1/2}(x)=\cos(2x),}
{\displaystyle f_{3/2}(x)={\frac {\sin(2x)}{2x}}.}
ادعای ۱:
رابطه بازگشتی زیر برای هر عدد واقعی {\displaystyle x} صادق است:
{\displaystyle {\frac {x^{2}}{k(k+1)}}f_{k+2}(x)=f_{k+1}(x)-f_{k}(x).}
اثبات:
این را می‌توان با مقایسه ضرایب توان‌های {\displaystyle x} از اثبات کرد.
ادعای ۲:
برای هر عدد واقعی {\displaystyle x}،
{\displaystyle \lim _{k\to +\infty }f_{k}(x)=1.}
اثبات:
در واقع دنباله {\displaystyle x^{2n}/n!} محدود است (از آنجایی که به {\displaystyle 0} میل می‌کند) و اگر {\displaystyle C} حد بالایی است و اگر {\displaystyle k>1}، پس:
{\displaystyle \left|f_{k}(x)-1\right|\leqslant \sum _{n=1}^{\infty }{\frac {C}{k^{n}}}=C{\frac {1/k}{1-1/k}}={\frac {C}{k-1}}.}
ادعای ۳:
اگر {\displaystyle x\neq 0} در این صورت{\displaystyle x^{2}} گویا است و {\displaystyle k\in \mathbb {Q} \smallsetminus \{0,-1,-2,\ldots \}}، پس:
{\displaystyle f_{k}(x)\neq 0\quad {\text{ and }}\quad {\frac {f_{k+1}(x)}{f_{k}(x)}}\notin \mathbb {Q} .}
اثبات:
در غیر این صورت، یک عدد {\displaystyle y\neq 0} وجود خواهد داشت و اعداد صحیح {\displaystyle a} و {\displaystyle b} به طوری که {\displaystyle f_{k}(x)=ay} و {\displaystyle f_{k+1}(x)=by.} وجود خوهند داشت.
برای این که دلیل را بیابید، فرض کنید {\displaystyle y=f_{k+1}(x),}{\displaystyle a=0,} و {\displaystyle b=1} اگر {\displaystyle f_{k}(x)=0}; در غیر این صورت، اعداد صحیح {\displaystyle a} و {\displaystyle b} را به شکلی انتخاب کنید که {\displaystyle f_{k+1}(x)/f_{k}(x)=b/a} و تعریف کنید {\displaystyle y=f_{k}(x)/a=f_{k+1}(x)/b.}.
در هر مورد، {\displaystyle y} نمی‌تواند {\displaystyle 0} باشد زیرا در غیر این صورت مطابق ادعای ۱ دنبال خواهد شد که هر کدام {\displaystyle f_{k+n}(x)} ({\displaystyle n\in \mathbb {N} }) برابر {\displaystyle 0} خواهد بود که با ادعای ۲ مغایرت دارد. حالا یک عدد طبیعی {\displaystyle c} در نظر بگیرید به طوری که هر سه عدد {\displaystyle bc/k,}{\displaystyle ck/x^{2},} و {\displaystyle c/x^{2}} اعداد صحیح هستند و دنباله زیر را در نظر می‌گیرند
{\displaystyle g_{n}={\begin{cases}f_{k}(x)&n=0\\{\dfrac {c^{n}}{k(k+1)\cdots (k+n-1)}}f_{k+n}(x)&n\neq 0\end{cases}}}
پس:
{\displaystyle g_{0}=f_{k}(x)=ay\in \mathbb {Z} y\quad {\text{ and }}\quad g_{1}={\frac {c}{k}}f_{k+1}(x)={\frac {bc}{k}}y\in \mathbb {Z} y.}
از سوی دیگر، از ادعای ۱ بر می‌آید که:
{\displaystyle {\begin{aligned}g_{n+2}&={\frac {c^{n+2}}{x^{2}k(k+1)\cdots (k+n-1)}}\cdot {\frac {x^{2}}{(k+n)(k+n+1)}}f_{k+n+2}(x)\\[5pt]&={\frac {c^{n+2}}{x^{2}k(k+1)\cdots (k+n-1)}}f_{k+n+1}(x)-{\frac {c^{n+2}}{x^{2}k(k+1)\cdots (k+n-1)}}f_{k+n}(x)\\[5pt]&={\frac {c(k+n)}{x^{2}}}g_{n+1}-{\frac {c^{2}}{x^{2}}}g_{n}\\[5pt]&=\left({\frac {ck}{x^{2}}}+{\frac {c}{x^{2}}}n\right)g_{n+1}-{\frac {c^{2}}{x^{2}}}g_{n},\end{aligned}}}
که ترکیبی خطی از {\displaystyle g_{n+1}} و {\displaystyle g_{n}} با ضرایب صحیح است؛ بنابراین، هر {\displaystyle g_{n}} مضرب صحیح {\displaystyle y} است. در ضمن از ادعای ۲ بر می‌آید که هر کدام {\displaystyle g_{n}} بزرگتر است از {\displaystyle 0} (و بنابراین {\displaystyle g_{n}\geq |y|}) اگر {\displaystyle n} به اندازه کافی بزرگ باشد و دنباله ای از همه {\displaystyle g_{n}}‌ها به {\displaystyle 0} همگرا می‌شود. اما دنباله ای از اعداد بزرگتر یا مساوی با {\displaystyle |y|} نمی‌تواند به {\displaystyle 0} همگرا شود.
از آنجا که {\displaystyle f_{1/2}({\tfrac {1}{4}}\pi )=\cos {\tfrac {1}{2}}\pi =0,} از ادعای ۳ بر می‌آید که {\displaystyle {\tfrac {1}{16}}\pi ^{2}} گنگ است و بنابراین {\displaystyle \pi } گنگ است.
از سوی دیگر، از آنجایی که:
{\displaystyle \tan x={\frac {\sin x}{\cos x}}=x{\frac {f_{3/2}(x/2)}{f_{1/2}(x/2)}},}
پیامد دیگر ادعای ۳ این است که اگر {\displaystyle x\in \mathbb {Q} \smallsetminus {0}}، پس {\displaystyle \tan x} گنگ است.
اثبات لاکوویچ در واقع در مورد تابع فوق هندسی است. در حقیقت، {\displaystyle f_{k}(x)=_{0}F_{1}\left(k-x^{2}\right)} و گاوس با استفاده از معادله تابعی آن بسط کسری ادامه یافته تابع ابر هندسی را یافت. این به لاکوویچ اجازه داد تا یک اثبات جدید و ساده‌تر برای این واقعیت بیابد که تابع مماس دارای بسط کسری پیوسته‌است که لامبرت کشف کرده بود.
نتیجه لاکوویچ را می‌توان در توابع بسل از نوع اول نیز بیان کرد {\displaystyle J_{\nu }(x)}. در حقیقت، {\displaystyle \Gamma (k)J_{k-1}(2x)=x^{k-1}f_{k}(x)} (جایی که {\displaystyle \Gamma } تابع گاما است). بنابراین نتیجه لاکوویچ برابر است با: اگر {\displaystyle x\neq 0}{\displaystyle x^{2}} گویا باشد و {\displaystyle k\in \mathbb {Q} \smallsetminus \{0,-1,-2,\ldots \}} پس:
{\displaystyle {\frac {xJ_{k}(x)}{J_{k-1}(x)}}\notin \mathbb {Q} .}